# Великобритания на «Евровидении-1989»
Великобритания в тридцать второй раз принимала участие на международном телевизионном конкурсе Евровидение-1989, который состоялся 6 мая в Лозанне, Швейцария. Страну представляла группа Live Report с песней Why Do I Always Get It Wrong? ("Почему я всегда ошибаюсь?"), написанной её участниками Брайаном Ходжсоном и Джоном Биби. По итогам голосования Великобритания заняла второе место из 22, набрав 130 баллов, таким образом, второй год подряд финишировав с серебряной медалью. Тем не менее, Why Do I Always Get It Wrong стала предшественницей британской заявки на Евровидение-1990 Give a Little Love Back to the World в исполнении певицы Эммы. Конкурс был показан BBC на канале BBC One с комментариями Терри Вогана и транслировался также на радио BBC Radio 2 с комментариями Кена Брюса. Глашатаем от Великобритании был Колин Берри.

## До «Евровидения»

### A Song for Europe 1989
Начиная с 1957 года британская телекомпания BBC организовывала национальный отбор под названием A Song for Europe для выбора артиста и песни на Евровидение, либо только песни. Финал A Song for Europe 1989 состоялся 24 марта в студии 6 телецентра BBC в Лондоне. Ведущим был Терри Воган. Восемь песен было представлено на финальном вечере. Ранее между 20 и 23 марта состоялась премьера этих заявок в различных телепрограммах. Победитель определялся путём голосования телезрителей по телефону. Концертный оркестр BBC под руководством дирижера Ронни Хэзлхерста аккомпанировал всем песням, кроме победившей, но, несмотря на живое выступление, оркестр находился за кадром, за сценой. Хэзлхерст дирижировал двумя клавишниками, которые аккомпанировали минусовке британской песни на финале Евровидения в Лозанне. Панель из четырёх экспертов давала комментарий по каждой из представленных песен. Среди экспертов бывшая победительница Евровидение-1969 Лулу.
| Порядковый номер | Исполнитель      | Название песни                | Автор(ы)                         | Голоса  | Место |
| ---------------- | ---------------- | ----------------------------- | -------------------------------- | ------- | ----- |
| 1                | Фрэнки Джонсон   | Back in the Groove            | Брэдли Джеймс, Стюарт Джеймс     | 10,731  | 6     |
| 2                | Джеймс Оливер    | Can't Stop Loving You         | Джеймс Оливер                    | 9,110   | 7     |
| 3                | Джейн Александер | Shame                         | Марвенна Гавер, Питер Оксендаль  | 47,664  | 3     |
| 4                | Дэнни Эллис      | Just for the Good Times       | Лес Рид, Дэвид Рейли             | 6,777   | 8     |
| 5                | Джули Си         | You Stepped Out of My Dreams  | Билл Джессоп, Джейсон Хэйвенхэнд | 51,449  | 2     |
| 6                | Live Report      | Why Do I Always Get It Wrong? | Брайан Ходжсон, Джон Биби        | 111,996 | 1     |
| 7                | The Pearls       | Love Come Down                | Джо Ортиз, Поли Мур              | 33,279  | 4     |
| 8                | Линда Кэррол     | Heaven Help My Heart          | Кларк Сорли                      | 17,084  | 5     |

## На «Евровидении»
В Лозанне группа Live Report выступала под номером 7, между Бельгией и Норвегией. По итогам голосования они заняли второе место из 22, набрав 130 баллов, включая 12 баллов от Франции, Германии, Люксембурга, Португалии и Норвегии. 12 баллов британское жюри присудило стране-победительнице, Югославии.

### Голосование
| Очки      | Страна                                                    |
| --------- | --------------------------------------------------------- |
| 12 баллов | - Германия - Люксембург - Норвегия - Португалия - Франция |
| 10 баллов | - Испания - Швеция                                        |
| 8 баллов  | - Австрия                                                 |
| 7 баллов  | - Израиль - Нидерланды                                    |
| 6 баллов  | - Италия - Финляндия - Югославия                          |
| 5 баллов  |                                                           |
| 4 балла   | - Ирландия                                                |
| 3 балла   |                                                           |
| 2 балла   | - Греция - Кипр                                           |
| 1 балл    | - Дания - Турция                                          |

| Очки      | Страна     |
| --------- | ---------- |
| 12 баллов | Югославия  |
| 10 баллов | Дания      |
| 8 баллов  | Швейцария  |
| 7 баллов  | Испания    |
| 6 баллов  | Кипр       |
| 5 баллов  | Греция     |
| 4 балла   | Швеция     |
| 3 балла   | Нидерланды |
| 2 балла   | Израиль    |
| 1 балл    | Германия   |